# SN 2004fe
SN 2004fe – supernowa typu Ic odkryta 8 listopada 2004 roku w galaktyce NGC 132. Jej maksymalna jasność wynosiła 16,91m.